# Ophion lituratus
Ophion lituratus là một loài tò vò trong họ Ichneumonidae.